# Ганс Гамелау
Ганс Гамелау (нім. Hans Hamelau; 13 червня 1886, Плен — 7 грудня 1961, Кіль) — німецький офіцер, контрадмірал крігсмаріне (1 червня 1944). Кавалер Німецького хреста в сріблі.

## Біографія
4 травня 1901 року вступив в кайзерліхмаріне. Учасник Першої світової війни. З 1 квітня 1920 року — цивільний співробітник складу боєприпасів в Дітріхсдорфі. 1 квітня 1925 року переведений у відділ озброєнь Морського керівництва/ОКМ. 1 липня 1934 року відновлений на дійсній службі. З 1 жовтня 1936 року — консультант головного артилерійського відділу управління озброєнь ОКМ. З 7 листопада 1939 року — головний консультант Головного відділу (з 1 квітня 1941 року — головного управління) виробництва, управління і постачання артилерійського озброєння і боєприпасів, а також засобів димового і газового захисту управління озброєнь ОКМ, одночасно головний консультант морського арсеналу. З 6 жовтня 1941 року — командир управління спорядження Морського артилерійського арсеналу Кіля-Дтріхсдорфа. З 5 жовтня 1943 року — інспектор прийняття у ВМС. 8 травня 1945 року взятий в полон союзниками. 21 лютого 1947 року звільнений.

## Нагороди
- Рятувальна медаль (Османська імперія; 11 грудня 1901)
- Медаль «За вислугу років» (Пруссія) 2-го класу (12 років; 18 червня 1914)
- Залізний хрест 2-го класу (29 жовтня 1915)
- Хрест «За військові заслуги» (Брауншвейг) 2-го класу (23 серпня 1916)
- Хрест «За вислугу років» (Пруссія) (25 років; 13 квітня 1921)
- Почесний хрест ветерана війни з мечами (30 листопада 1934)
- Медаль «За вислугу років у Вермахті» 4-го, 3-го, 2-го і 1-го класу (25 років; 2 жовтня 1936) — отримав 4 нагороди одночасно.
- Хрест Воєнних заслуг
  - 2-го класу з мечами (30 січня 1941)
  - 1-го класу з мечами (1 вересня 1942)
- Німецький хрест в сріблі (28 травня 1945)